# Alicja Korcz
Alicja Korcz (ur. 23 marca 1933 w Warszawie) – polska entomolog.

## Życiorys
W 1957 ukończyła studia magisterskie na Uniwersytecie im. Adama Mickiewicza w Poznaniu, w 1968 obroniła doktorat w Wyższej Szkole Rolniczej w Poznaniu, w 1987 habilitowała się w Instytucie Ochrony Roślin, rok później została tam docentem. 

## Praca naukowa
Zajmowała się entomologią stosowaną, a także systematyką, ekologią i biologią Heteroptera. Powadziła badania nad występowaniem i szkodliwością pluskwiaków z rodzaju Lygus i Orthops na warzywach nasiennych, opracowała biologie, ekologię i szkodliwość Orthops campestris L. oraz Lygus rugulupennis POP (zmienik lucernowiec), występowanie Heteroptera na niektórych roślinach leczniczych. Prowadziła badania szkodników buraka cukrowego oraz prowadziła badania faunistyczno-ekologiczne Heteroptera Słowińskiego Parku Narodowego. Alicja Korcz jest autorką 88 publikacji, w tym 49 prac naukowych oraz rozdział w skrypcie.  

## Członkostwo
- Rada Naukowa Instytutu Ochrony Roślin;
- Międzynarodowa Lista Heteropterologów;
- Zespół Problemowego Filmu Badawczego przy V wydziale PAN;
- Rada Programowa czasopisma „Ochrona Roślin”;
- Zarząd Główny i Sąd Polubowny Polskiego Towarzystwa Entomologicznego.

## Nagrody i odznaczenia
- Odznaka honorowa „Zasłużony dla Rolnictwa” (1984);
- Srebrny Krzyż Zasługi (2001).